# Легендарные короли Швеции
Легендарные короли Швеции (швед. Svenska sagokungar) — последовательность шведских королей до Эрика Победоносного, о которых известно из таких источников, как исландских и скандинавских саг (том числе из «Круга Земного» и «Саги об Инглингах»), «Беовульф», сочинений Римберта, Адама Бременского и Саксона Грамматика. Их реальное существование ставится под сомнение, так как существование их не подтверждено другими историческими источниками, а многие связанные с ними события носят мифологический характер. По-шведски их называют sagokungar, что можно перевести как «сказочные короли» или «короли из саг». 
Хотя исторических источников, подтверждающих существование шведских королей до VI века, нет, можно считать достоверным, что у племени свеев, упоминаемого Тацитом, были короли. Почти всех легендарных королей, начиная с VI века, источники относят к династии Инглингов/Скилфингов или по прямой линии, или через Рагнара Лодброка, и династии Скьёльдунгов.
Историчность мифологических королей Швеции была основой одной из последних архео-антропологических теорий Тура Хейердала, о которой рассказывается в книге «В поисках Одина. По следам нашего прошлого». Большинство учёных считают эту теорию псевдонаучной.

## Короли до VI века
- Гюльви
- Один
- Ньорд
- Ингви-Фрейр
- Фьёльнир (согласно «Песне о Гротти» — современник Октавиана Августа, вторая половина I века до н. э.)
- Свейгдир (I век)
- Ванланди
- Висбур
- Домальди (II век)
- Домар
- Дюггви
- Даг Мудрый (III век)
- Агни (IV век)
- Альрек и Эйрик
- Ингви и Альв
- Хуглейк (IV век)
- Хаки (IV век)
- Ёрунд (IV век)
- Аун Старый (IV—V века)

## Династия Инглингов/Скилфингов
Короли, принадлежащие к древней династии, упомянутой как в исландских сагах, так и в «Беовульфе». Предшествовавшие им монархи носят мифический характер и приведены в списке мифических королей Швеции. Помимо указанных, короли династии упомянуты и в других, более надёжных источниках.
- Онгентеов (конец V в. — ок. 515)
- Охтхер (ок. 515—530)
- Адильс (ок. 530—575)
- Эйстейнн (ок. 575—600)
- Сёльве (начало VI в.)
- Ингвар Высокий (конец VI в.)
- Энунд Дорога (начало VII в., до 640)
- Иньяльд Коварный (ок. 640—655)

## Династия Скьёльдунгов
Династия Скьёльдунгов сменила Инглингов в VII в., хотя представители династии время от времени становились королями Швеции и в предшествующие годы. Упоминания о ней сохранились в легендах о Харальде Боезубе и Рагнаре Лодброке. Бьёрн Железнобокий считается основателем следующей династии. По утверждению Саксона Грамматика, Сигурд Ринг принадлежал к Инглингам и был сыном Ингьяльда Коварного. Однако в сагах его отцом указан Рандвер, конунг Гардарики, или Вальдар, наместник Дании, который был женат на Алфхильде, дочери Ивара или Хрёрик Метатель Колец, король Дании и Зеландии.
- Али Сильный (IV—V вв.)
- Ивар Широкие Объятья (ок. 655—695)
- Харальд Боезуб (ок. 705—750)
- Сигурд Ринг (ок. 750 — ок. 770)
- Рагнар Лодброк (ок. 770—785)
- Эйстейнн Жестокий (ок. 785)

## Династия Мунсё
Между источниками нет полного согласия, причина которой — возможность одновременного правления нескольких королей, так как Швеция в то время была выборной монархией. Наиболее логичное объяснение состоит в том, что короли правили совместно, например, два брата могли быть избраны вместе. Особо упоминаются случаи, когда велась гражданская война (Бьёрн из Хоги, Анунд Уппсальский) или проблемы преемственности (Эрик Победоносный, Олаф II Бьёрнссон, Стирбьёрн Сильный).
- Бьёрн Железнобокий (ок. 785—800)
- Эрик Бьёрнсон (конец VIII — начало IX вв.)
- Эрик Рефилссон (начало IX в.)
- Бьёрн из Хоги и Анунд Уппсальский (ок. 829—840)
- Олаф (середина XI в.)
- Эрик Анундсон (середина IX в., до 882)
- Эрик Ветрогон (середина IX в.), возможно, он же Эрик Анундсон
- Ринг Эрикссон, (ок. 932—935)
- Эрик Рингссон (ок. 940—950)
- Эмунд Эрикссон (середина X в., до 970)
- Бьёрн Эрикссон (ок. 920—970)
- Олаф II Бьёрнссон и Эрик Победоносный (ок. 970—975)